# Бромли, Роберт, 6-й баронет Бромли
Сэр Роберт Бромли, 6-й баронет Бромли (англ. Robert Bromley, 6th Baronet Bromley; 4 января 1874, дер. Ист-Сток, Ноттингемшир, Великобритания — 13 мая 1906) — британский государственный и колониальный деятель, администратор Сент-Кристофер-Невис-Ангильи (1904—1906).

## Биография
Родился в семье сэра Генри Бромли, 5-го баронета Бромли и Аделы Августы Бромли (урожденная Ричардс). Был женат на Лилиан Бромли (урожденная Паунсфот), дочери Джулиана Паунсфота, 1-го барона Паунсффота.
Работал мировым судьей.
В 1897—1901 гг. — атташе посольства Великобритании в Соединенных Штатах, в 1901—1903 г. — помощник личного секретаря министра по делам колоний Великобритании.
С 1904 г. и до конца жизни — администратор Сент-Кристофер-Невис-Ангильи.